# Walter Scharpff
Walter Scharpff (* 6. März 1894 in Stuttgart; † 21. Juli 1974 ebenda) war ein deutscher Internist.

## Leben
Nach dem Abitur 1912 am Dillmann-Gymnasium in Stuttgart studierte Scharpff Medizin an den Universitäten Tübingen, Freiburg im Breisgau und München. Er war seit dem Wintersemester 1912/13 Mitglied der Akademischen Verbindung Igel Tübingen. 1920 wurde er in Tübingen promoviert. Mit Hellmut Weese war er 1932 beteiligt an der Einführung des Evipans in Deutschland. Ab 1935 war er Chefarzt der Inneren Abteilung am Krankenhaus vom Roten Kreuz in Stuttgart-Bad Cannstatt. Von 1952 bis zu seinem Eintritt in den Ruhestand 1965 war er Chefarzt der Inneren Abteilung des Bethesda-Krankenhauses in Stuttgart.
1951 übernahm er kommissarisch die Leitung des Verbandes der leitenden Krankenhausärzte Deutschlands und war von 1952 bis zu seinem Rücktritt im Mai 1960 ordentlicher Vorsitzender. 1954 wurde Scharpff für seine Verdienste um das deutsche Krankenhauswesen der Titel eines Professors verliehen.
Er veröffentlichte überwiegend auf dem Gebiet der Erkrankungen des Magens, der Leber, der Galle und der Gefäße.
Er heiratete  Dr. phil. Sabine Foerster, eine Tochter des Theologen Erich Foerster.

## Ehrungen
- Ehrenvorsitzender des Verbandes der leitenden Krankenhausärzte Deutschlands
- 1966: Großes Verdienstkreuz mit Stern der Bundesrepublik Deutschland